# 인천광역시의 버스전용차로
인천광역시의 버스전용차로는 인천광역시에서 지정해 관리하고 있는 버스전용차로를 말한다.
1998년 1월 8일에 경인로, 남동로, 백범로, 송림로에 최초로 버스전용차로가 지정되었으며, 2013년 7월 22일에 청라 ~ 강서 간선급행버스체계가 도입되면서 중앙버스차로가 처음으로 설치되었다. 2017년 현재 14개 구간 총 53.435km 구간이 운영되고 있다.

## 연혁
- 1998년 1월 8일 : 경인로 (동인천역 ~ 부천시계) 13.3km 구간, 남동로 (간석오거리 ~ 남동공단) 8.5km 구간, 장수로 (십정사거리 ~ 만수주공입구사거리) 4.0km 구간, 송림로 (대헌공전 ~ 가좌 나들목) 2.5km 구간에 버스전용차로 지정[1]
- 1998년 4월 6일 : 신촌로[2](부삼사거리 ~ 부평농협로터리) 2.8km 구간에 버스전용차로 지정[3]
- 1998년 5월 1일 : 구월로 (석바위사거리 ~ 만수주공사거리) 3.7km 구간, 중앙로[4] (동인천역 ~ 숭의로터리) 2.2km 구간에 버스전용차로 지정[5]
- 1998년 6월 30일 : 송내 나들목 신설로 인한 교통체증 해소를 위해 경인로 (일신동사무소앞삼거리 ~ 부천시계) 0.9km 구간 버스전용차로 폐지[6]
- 1999년 1월 5일 : 만수로 (용일사거리 ~ 만수사거리) 6.0km 구간에 버스전용차로 지정[7]
- 1999년 8월 2일 : 경인로 (부평사거리 ~ 동수사거리) 2.0km 구간 버스전용차로 폐지 및 동수사거리 ~ 부천시계를 포함한 총 12.2km 구간 버스전용차로로 지정. 장수로 (십정사거리 ~ 농지사거리(벽돌막사거리)) 1.2km 구간 폐지, 부평로·가현로(부평역 ~ 계산삼거리) 6.0km 구간 버스전용차로 지정[8]
- 2002년 2월 1일 : 서곶길 (가정오거리 → 독정사거리) 6.3km 구간 편도 버스전용차로 지정, 백범로 (농지사거리 ~ 만수주공사거리) 2.8km 구간을 (만수주공사거리 ~ 간석오거리) 2.4km 구간으로 변경, 신촌로를 경원로로 변경, 중앙로를 우현로로 변경, 만수로를 인주로로 변경, 가현로를 계양로로 변경[9]
- 2006년 7월 1일 : 버스전용차로 토요일 오전 운영 폐지[10]
- 2006년 7월 15일 : 남동로 (수인철도앞 ~ 남동경찰서사거리) 4.4km 구간, 서곶로 (검암사거리 → 독정사거리) 2.3km 구간 버스전용차로 폐지[10]
- 2009년 5월 1일 : 인하로 (터미널사거리 ~ 남동경찰서사거리) 0.463km 구간, 관교로 (종합터미널사거리 ~ 전재울삼거리) 0.472km 구간 버스전용차로 지정[11]
- 2010년 1월 25일 : 인천 도시철도 2호선 건설공사에 따른 차선 축소로 인해 서곶로 (검암사거리 ~ 가정오거리) 4.0km 구간, 경인로 (주안사거리 ~ 석바위사거리) 2.5km 구간, 구월로 (석바위사거리 ~ 만수주공사거리) 7.4km 구간을 2014년 11월 24일까지 한시적 폐지. 단, 서곶로 구간은 2014년 12월 21일까지 한시적 폐지.[12]
- 2013년 7월 22일 : 청라 ~ 강서 간선급행버스체계 시범 사업에 따라 청중로 (청라국제업무단지 ~ 봉수교 동단) 3.3km 구간, 봉수대로 (봉수교 동단 ~ 봉화사거리) 0.6km 구간, 봉오대로 (봉화사거리 ~ 아나지삼거리 ~ 굴포천) 8.5km 구간 중앙버스전용차로로 지정[13]
- 2013년 12월 9일 : 인하로 (남동경찰서사거리 → 농산물시장사거리) 0.28km 구간 버스전용차로 운영시간을 전일제에서 시간제로 변경[14]
- 2016년 7월 11일 : 2016년 7월 30일 시내버스 노선 전면 조정에 따라 서곶로 (가정오거리 → 검암사거리) 4.0km 구간 버스전용차로 폐지[15]

## 운영 구간
| 도로명        | 구간                        | 구간                     | 연장    | 지정일          | 해제일          | 운영방법                        | 비고                                 |
| 도로명        | 시점                        | 종점                     | 연장    | 지정일          | 해제일          | 운영방법                        | 비고                                 |
| ------------- | --------------------------- | ------------------------ | ------- | --------------- | --------------- | ------------------------------- | ------------------------------------ |
| 경인로        | 동인천역                    | 부평사거리               | 8.9km   | 1998년 1월 8일  |                 | 시간제                          |                                      |
| 경인로        | 부평사거리                  | 동소정사거리             | 2.0km   | 1998년 1월 8일  | 1999년 8월 2일  | 시간제                          |                                      |
| 경인로        | 동소정사거리                | 일신동삼거리             | 1.5km   | 1999년 8월 2일  |                 | 시간제                          |                                      |
| 경인로        | 일신동행정복지센터 앞삼거리 | 부천시계                 | 0.9km   | 1998년 1월 8일  | 1998년 6월 30일 | 시간제                          | 1999년 8월 2일 재지정                |
| 남동로        | 남동경찰서사거리            | 간석오거리               | 4.1km   | 1998년 1월 8일  |                 | 시간제                          |                                      |
| 남동로        | 수인철도앞                  | 남동경찰서사거리         | 4.4km   | 1998년 1월 8일  | 2006년 7월 15일 | 시간제                          |                                      |
| 백범로        | 만수주공사거리              | 간석오거리               | 2.4km   | 1998년 1월 8일  |                 | 시간제                          | 최초 지정 당시 장수로로 지정         |
| 백범로        | 십정사거리                  | 농지사거리(벽돌막사거리) | 1.2km   | 1998년 1월 8일  | 1999년 8월 2일  | 시간제                          | 최초 지정 당시 장수로로 지정         |
| 백범로        | 농지사거리(벽돌막사거리)    | 간석오거리               | 0.4km   | 1998년 1월 8일  | 2002년 2월 1일  | 시간제                          | 최초 지정 당시 장수로로 지정         |
| 송림로        | 동부제강앞                  | 송림삼거리               | 2.5km   | 1998년 1월 8일  |                 | 시간제                          |                                      |
| 경원로        | 부평농협로터리              | 부평사거리               | 2.8km   | 1998년 4월 6일  |                 | 시간제                          |                                      |
| 구월로        | 만수주공사거리              | 석바위사거리             | 3.7km   | 1998년 5월 1일  |                 | 시간제                          |                                      |
| 우현로        | 동인천역                    | 숭의로터리               | 2.2km   | 1998년 5월 1일  |                 | 시간제                          |                                      |
| 인주로        | 용일사거리                  | 남동보건소사거리         | 6.0km   | 1999년 1월 5일  |                 | 시간제                          |                                      |
| 부평로·계양로 | 부평역                      | 계산삼거리               | 6.0km   | 1999년 8월 2일  |                 | 시간제                          |                                      |
| 서곶로        | 가정오거리                  | 검암사거리               | 4.0km   | 2002년 2월 1일  | 2016년 7월 11일 | 시간제                          | 검암사거리 방향으로만 편도 운영      |
| 서곶로        | 검암사거리                  | 독정사거리               | 2.3km   | 2002년 2월 1일  | 2006년 7월 15일 | 시간제                          | 독정사거리 방향으로만 편도 운영      |
| 인하로        | 터미널사거리                | 농산물시장사거리         | 0.183km | 2009년 5월 1일  |                 | 전일제                          |                                      |
| 인하로        | 농산물시장사거리            | 남동경찰서사거리         | 0.28km  | 2009년 5월 1일  | 전일제          | 남동경찰서사거리 방향 편도 운영 |                                      |
| 인하로        | 농산물시장사거리            | 남동경찰서사거리         | 0.28km  | 2009년 5월 1일  | 시간제          | 농산물시장사거리 방향 편도 운영 |                                      |
| 관교로        | 종합터미널사거리            | 전재울삼거리             | 0.472km | 2009년 5월 1일  |                 | 전일제                          |                                      |
| 청중로        | 청라국제업무단지            | 봉수교 동단              | 3.3km   | 2013년 7월 22일 |                 | 전일제                          | 중앙버스전용차로 청라 ~ 강서BRT 구간 |
| 봉수대로      | 봉수교 동단                 | 봉화사거리               | 0.6km   | 공사완료시      |                 | 전일제                          | 중앙버스전용차로 청라 ~ 강서BRT 구간 |
| 봉오대로      | 봉화사거리                  | 아나지삼거리             | 2.3km   | 공사완료시      |                 | 전일제                          | 중앙버스전용차로 청라 ~ 강서BRT 구간 |
| 봉오대로      | 아나지삼거리                | 굴포천(도두리2교)        | 6.2km   | 2013년 7월 22일 |                 | 전일제                          | 중앙버스전용차로 청라 ~ 강서BRT 구간 |

## 운영방법
- 시간제 : 1998년 최초 운영 당시에는 평일 오전 07시부터 09시까지, 오후 17시부터 19시까지 운영했으며 토요일에는 오전 시간만 적용하고 일요일 및 공휴일에는 적용되지 않았다. 토요일 오전 운영은 2006년 7월 1일부터 폐지되었다.
- 전일제 : 2009년 5월 1일에 인하로, 관교로 구간을 지정하면서 처음 도입되었다. 24시간 전일제로 운영된다.

## 같이 보기
- 인천축 간선급행버스체계